# 瑞丽江
瑞丽江，傣语称南卯江，中上游称龙川江、龙江，傣语称南养江。瑞丽江发源于中华人民共和国云南省腾冲市，经德宏傣族景颇族自治州流入缅甸，在缅甸实皆省伊尼瓦注入伊洛瓦底江。瑞丽江全长630千米，其中中国境内长369.5千米:87。

## 名称
元朝时称麓川江，明朝称麓川江、龙川江、曩卯江:617。明末1639年4月，旅行家徐霞客抵达腾冲，实地考证了麓川江、龙川江、大盈江之间的关系，指出麓川江在腾越以东称龙川江，流到芒市以西后称麓川江。清朝时期，《乾隆腾越州志》沿袭徐霞客之说，但更多文献如《康熙云南通志》、《乾隆云南通志》、《光绪永昌府志》等只言“龙川江”而不再称“麓川江”，“麓川江”之名似因麓川政权的消亡而逐渐消失。按《大清一统志》，“龙川江”是因“蜿蜒数百里，势若游龙”得名，另有观点为“麓川江”谐音演变。清缅战争时，文官周裕随总督明瑞征缅，作《从征缅甸日记》，记载有猛卯江一名。民国时期，猛卯行政区河段也被称作猛卯龙江河。明清民时期，缅甸境内孟密段瑞丽江也被称作莫勒江。
“瑞丽江”是缅甸语地名，原意为“金水”。在汉文献中首见于1894年中英《续议滇缅界务、商务条款》第二条：“……即循此岭脊而行，此岭脊系向东行，稍向北，至瑞丽江（即龙川江）与南莫江相会处，以蛮秀地方及天马关、欣隆、拱卯各村归中国……”1984年，云南省人民政府办公厅就“瑞丽”语别问题作出答复，将“瑞丽”定为汉语地名，并赋予“吉祥美丽”新意:25。
中华人民共和国成立后出版的地图，一般把畹瑞公路瑞丽江桥以上河段标注“龙江”或“龙川江”，以下河段标注“瑞丽江”，也有观点将更靠上游的芒市河河口作为分界点。

## 地理

### 上游
龙川江上游由西沙河、明光河、龙江小江三条河流汇合而成，《中国河湖大典》将中支明光河作为正源:89，《云南省志》将左支龙江小江作为正源。

#### 明光河
明光河又名磨龙河，发源于明光镇自治村高黎贡山山脉中的河头山，河源海拔2,520米，河源处最高峰鸡冠梁子海拔3,568米。明光河从源头蜿蜒17.5千米至地盘关（海拔1,940米），随后进入冲击河谷。明光河进入固东镇后，又称母龙河，至两交口汇合西沙河。两交口下游1千米处为腾冲火山群熔岩区，河流狭窄，洪期集水成湖。随后进入曲石镇境内，称为大江、灰窑江，两岸陡峭，是燕山运动时期形成的断裂带。在抗勐寨两江口汇合龙江小江，进入中游。明光河全长79.6千米，流域面积1,049.6平方千米。根据东营水文站观测结果，明光河最大流量451立方米每秒，最小0.35立方米每秒，平均流量24.86立方米每秒。:15,26:89

#### 龙江小江
龙江小江又名界头小江、龙川江，发源于腾冲市界头镇大塘村火草地，河源海拔2,440米，沿高黎贡山西麓自北向南贯穿界头镇，在曲石镇两江口与明光河汇合，长71千米，流域面积993.7平方千米，平均流量40.4立方米每秒。:17,26:90

### 中游
两江口以下河段为中游，自此开始称龙江。流向自北向南沿高黎贡山西麓南下，在腾冲五合乡成为腾冲市与龙陵县的界河，流向西南。中游在深涧峡谷中穿行，龙陵岸山高坡陡，腾冲岸为阶地，人口稠密、村寨众多。出龙陵县后沿西南进入德宏州中低山峡谷区，成为芒市与梁河县、陇川县的界河，期间穿过梁河县勐养坝，右纳萝卜坝河，梁河段也称小陇川江。在陇川县勐约乡折向东，流入芒市遮放坝，进入下游。根据腾龙桥水文站观测结果，龙江最大流量1,820立方米每秒，最小12.9立方米每秒，平均流量151.2立方米每秒，年产水量12.6566亿立方米。:16,36:89

### 下游
龙川江在遮放坝内左纳芒市河，遮放段也称遮放河:123，经黑山门（莫里）峡谷进入瑞丽市，出峡谷后左纳畹町河，成为中缅界河。折向西，穿过芒令峡谷进入瑞丽坝，在姐告左纳南拔河，继续向西南方向前行，在弄岛镇附近右纳南宛河，随后进入缅甸境内的峡谷区。在孟密附近折向西北，最后在伊尼瓦注入伊洛瓦底江:89。根据戛中水文站观测结果，瑞丽江最大流量2,290立方米每秒，最小16.6立方米每秒，平均流量346立方米每秒，年径流量最大值109亿立方米，最小62亿立方米。
缅甸在姐告至弄岛段瑞丽江北岸拥有部分领土，这一地区原由缅甸共产党控制，1987年被缅甸政府军占领。瑞丽江弄岛以西缅甸段附近地区主要由各少数民族武装控制，缅甸共产党和政府军互相争夺江南岸南坎至曼通、南渡一线，更南边由德昂民族解放军控制，江北岸则由克钦独立军控制。1989年缅共倒台，1990年时仍有少量缅共武装在这一地区活动。

## 鱼类
瑞丽江流域中国境内共有60种鱼类，分属8目、19科、44属，有鲤形目35种（鲤科26种）、鲇形目14种（鮡科11种）、鲈形目5种、合鳃鱼目3种、燕魟目、鳗鲡目、鳉形目、颌针鱼目各1种，其中伊洛瓦底江水系特有鱼类16种，外来鱼类9种。生物区划上，瑞丽江鱼类属东洋界华南区怒澜亚区，与南亚鱼类区系较为接近。2006年调查，瑞丽江下游地区有20%的鱼类属外来种，干流中的中型鱼类以罗非鱼为主。沿岸渔民使用电鱼、炸鱼、毒鱼等方式大量捕捞，结合水体污染、水电站修建等环境问题，导致瑞丽江鱼类数量快速减少。
有多种新鱼类在瑞丽江流域被发现：原条鳅属长鳍原条鳅，1990年在芒市河木康段发现；紫红达里奥鲈，2002年独立为新种；墨头鱼属腾冲墨头鱼，2005年独立为新种。

## 环境与污染

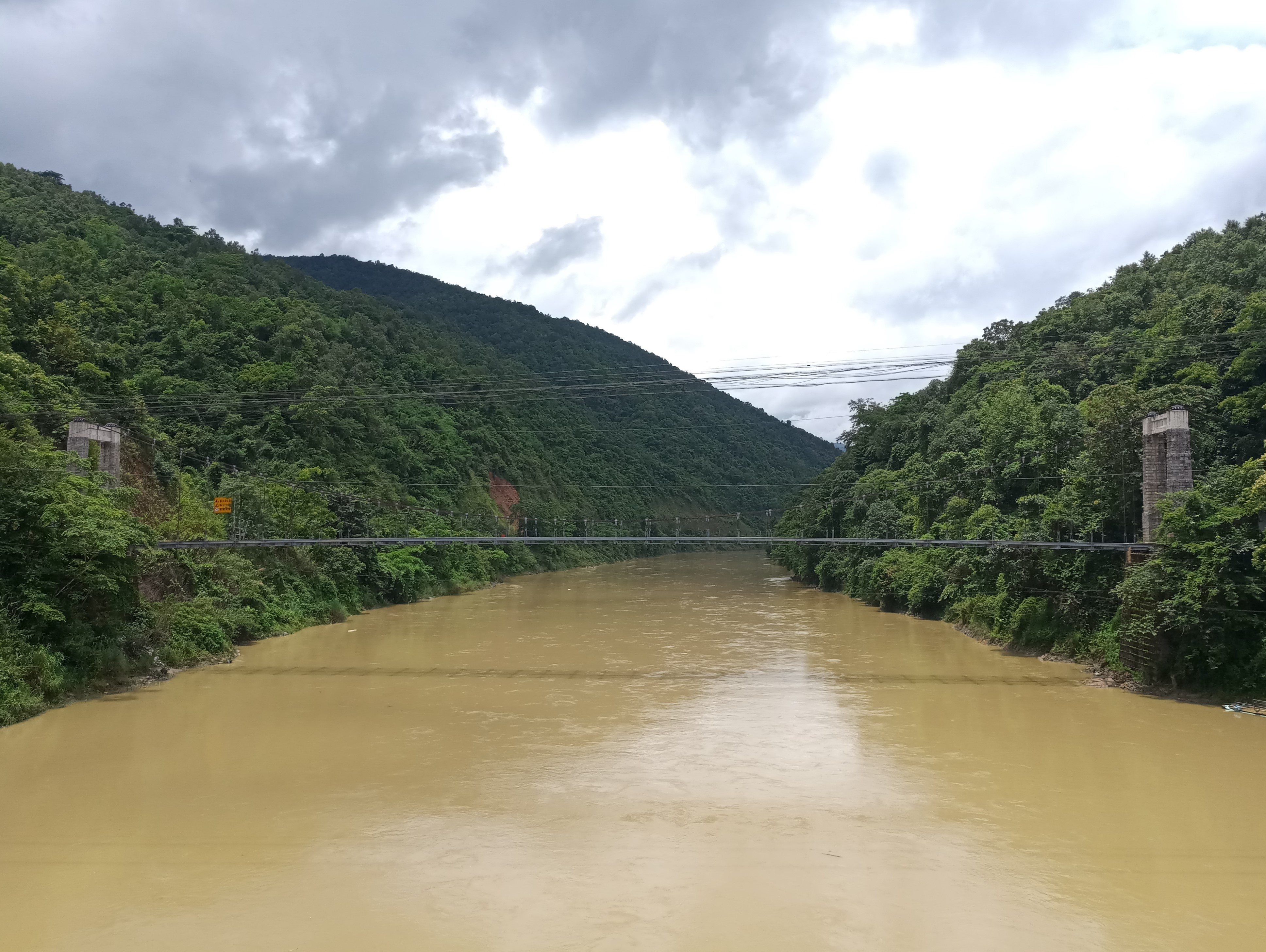
瑞丽江畹町段（畹瑞公路瑞丽江桥），因夏季降雨江水浑浊

瑞丽江形成于更新世时期，距今不超过80万年。缅甸瑞丽江一级水电站坝址以上流域年均降雨量1,771.5毫米，坝址处平均净流量约365立方米每秒，年产沙量约876万吨，属泥沙较多的河流。滇西高山峡谷地区松散的地质条件和集中降雨造成泥沙侵蚀，导致瑞丽江夏季含沙量增大。瑞丽江下游瑞丽坝内水流平缓，所携带的泥沙沉积，使得瑞丽江经常改道，19世纪时，瑞丽江仍从平麓城（瑞丽老城）下流过，19世纪末期瑞丽江改道，已距离平麓城数千米远，这次改道也形成了弄莫湖在内的数个牛轭湖。瑞丽江的径流量变化由气候变化主导，相较于1998－2006年间的数据，2006－2015十年内流域月均气温升高0.06℃、月降水量减少7.24毫米，导致月均径流量总体减少1.59立方米每秒，预计径流量未来将进一步减少。
瑞丽江流域的污染包括生活污水、工业废水、农业生产废水等。根据腾龙桥水文站监测结果，龙川江中游地区1980－2002年间水质良好，无明显污染物，年均水质保持在I至III类；21世纪初腾冲境内龙川江上游建起多座选矿厂、冶炼厂，生产废水排放至龙川江中，自2003年起江水中铅超标，此后多次监测出铅、锌、锰、砷等元素超标，呈现恶化趋势，2006年水质下降到V类。瑞丽江姐告段，2008年水质降至V类，经过治理，在2011年回升至II类。2018年底，瑞丽江戛中桥水质监测结果维持在II至III类水。2020年6月，畹町河沿岸造纸厂违规向河内排污，一度导致瑞丽江水变红。

## 保护区
1992年，德宏州人民政府批准建立了以物种保护、科研、水资源保护等为目的的州级自然保护区。2002年，云南省人民政府批准成立省级“瑞丽江自然保护区”，保护对象是瑞丽江湿地及景观，涉及瑞丽、芒市、陇川、梁河四个县，总面积69,446.22公顷。保护区内有高等植物600多种，脊椎动物234种，其中国家级、省级、CITES保护动物45种，包括蜂猴、熊猴、菲氏叶猴、绿孔雀等。2009年，瑞丽江自然保护区合并进入省级铜壁关自然保护区。

## 水患及治理
瑞丽江主要流经峡谷地带，流域内洪涝灾害多发生在支流，干流上的洪涝出现于腾冲固东坝、梁河勐养坝:285、瑞丽坝等盆地内。腾冲境内龙川江上游的明光河流经葫芦状河谷盆地（固东坝），盆地内水流平缓，泥沙堆积导致河流蜿蜒曲折，经常改道，盆地出口两岸岩石壁立、峡谷封锁，洪期积水成湖，历史上多次发生水灾:58-64。1952年，腾冲县炸毁明光河固东盆地的出水峡口石黄牛，1958年扩宽石黄牛附近河岸，使洪涝灾害频率大幅降低:150。1966年，腾冲县组织对明光河实施裁弯取直，有效减缓水流对土地的侵蚀，进而畅通河道，使河床稳固下来，1973年至1985年间，在稳固的河床两岸修筑永久性护岸工程，支砌石堤6.29千米:149。瑞丽江下游流进缅甸4千米即进入峡谷区，中高水位时水流宣泄不畅，回水顶托易造成瑞丽坝尾发生洪涝，1974、1985、1986、1989、1992、1997、2004等年份发生了较大的水灾，1992年10月的水灾，瑞丽城区积水深达1.8米:88。瑞丽江冲刷也导致中缅界河段中国一侧的土地不断流失，1986年，瑞丽县通过国家基建拨款在江沿岸修筑了50道钢筋石龙坝，长5.5千米，以及2.07千米浆砌石堤、10.9千米防洪土堤，解决土地流失问题:222。1998年瑞丽开始大规模治理瑞丽江堤防，在姐告附近建成堤坝18.25千米:89。

## 水电开发

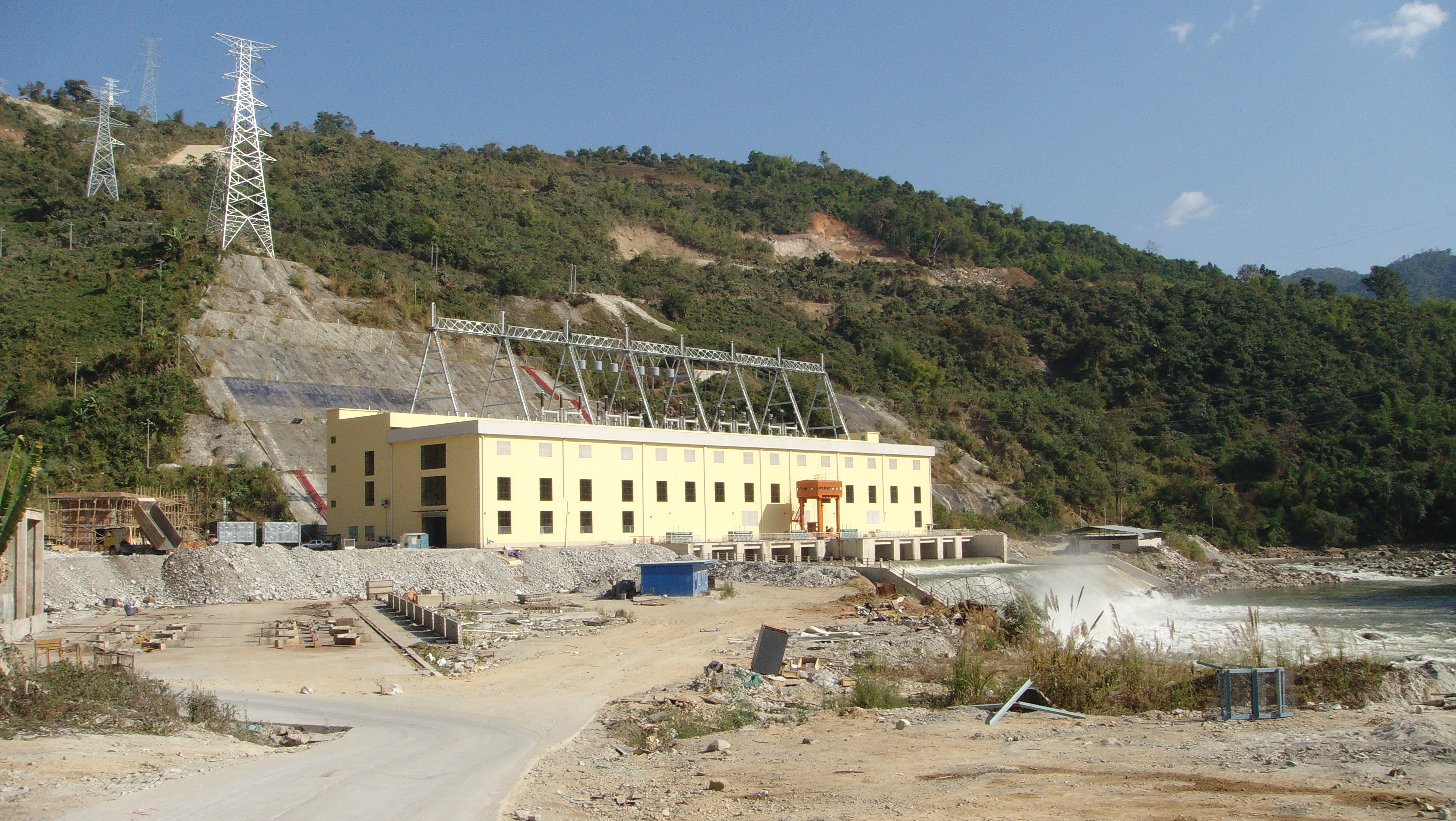
缅甸瑞丽江一级水电站

瑞丽江中上游（龙川江）河段长312千米，总落差2,339米，河道平均比降5.3‰，具有丰富水能资源。中国境内瑞丽江流域水力资源理论蕴藏量233.46万千瓦，可开发65.58万千瓦，其中干流理论蕴藏量150万千瓦，可开发64.1万千瓦:88，共规划13个梯级开发电站，另建有多个不在梯级开发规划中的电站（下表标注“*”星号）。缅甸境内瑞丽江水能资源理论蕴藏量220万千瓦，共规划3个梯级开发电站。
| 电站                   | 装机容量    | 总库容           | 建成时间     | 参考          |
| ---------------------- | ----------- | ---------------- | ------------ | ------------- |
| 中国境内               |             |                  |              |               |
| 地盘关水电站           | 8,000千瓦   |                  | 规划中       | [ 49 ]        |
| 马鹿塘水电站*          | 2,000千瓦   |                  | 已建成       | [ 51 ]        |
| 鸦乌水电站             | 1,120千瓦   |                  | 1980年       | :174          |
| 花枝坝水电站*          | 2,100千瓦   |                  | 1980年       | :173          |
| 大石房水电站*          | 1,000千瓦   |                  | 已建成       | [ 51 ]        |
| 上寨水电站             | 16,000千瓦  |                  | 规划中       | [ 49 ]        |
| 天生桥水电站*          | 6,000千瓦   |                  | 已建成       |               |
| 江源水电站*            | 4,800千瓦   |                  | 2004年       | :222          |
| 曲石水电站             | 8,000千瓦   |                  | 1981年       | :220          |
| 龙川江一级水电站       | 24,000千瓦  | 620万立方米      | 2008年       | [ 49 ]        |
| 龙江二级水电站         | 20,000千瓦  |                  | 1997年       | :220          |
| 龙江三级水电站         | 6,250千瓦   |                  | 1976年       | :168:221      |
| 龙文桥水电站*          | 240,000千瓦 | 78,874.4万立方米 | 规划中       | [ 49 ]        |
| 桥街水电站*            | 45,000千瓦  | 998.4万立方米    | 2018年       | [ 53 ]        |
| 大平田水电站*          | 96,000千瓦  |                  | 2018年       | [ 54 ]        |
| 腾龙桥一级水电站       | 95,000千瓦  | 4,372.9万立方米  | 2018年       | [ 55 ] [ 56 ] |
| 腾龙桥二级水电站       | 81,000千瓦  | 4,593.2万立方米  | 2010年       | [ 57 ] [ 58 ] |
| 腊寨水电站             | 120,000千瓦 | 615.6万立方米    | 2008年       | [ 59 ] [ 60 ] |
| 等壳水电站（弄另一级） | 120,000千瓦 | 5,324.2万立方米  | 2011年       | [ 61 ] [ 62 ] |
| 弄另水电站（弄另二级） | 180,000千瓦 | 23,200万立方米   | 2008年       | [ 63 ]        |
| 龙江水利枢纽           | 240,000千瓦 | 121,700万立方米  | 2010年       | [ 64 ]        |
| 缅甸境内               |             |                  |              |               |
| 瑞丽江一级水电站       | 600,000千瓦 | 2,411万立方米    | 2008年       | [ 65 ]        |
| 瑞丽江二级水电站       | 520,000千瓦 |                  | 规划中       | [ 66 ]        |
| 瑞丽江第三水电站       | 670,000千瓦 |                  | 在建（停工） | [ 67 ]        |

## 航运
瑞丽江浅滩较多，不宜通航，沿岸有多处渡口，仅竹筏、小型机动船可通行，供两岸居民渡江之用，瑞丽莫里（黑山门）峡谷一带开发了旅游漂流专线。龙江水利枢纽库区通航条件较好，为五级航道，适航水域33平方千米，适航里程55千米，建有三座100吨级码头，通行160座的客渡船。2020年4月，云南省发改委公布《云南瑞丽江—大盈江流域发展规划（2020-2035年）》，宣布推进龙江水利枢纽库区航运基础设施建设工程，并启动瑞丽江航运前期工作。2020年12月，德宏州开始整治龙江库尾20千米航道以及花生树码头至史迪威码头（位于遮放镇）12千米航道，规划建设为六级航道。
全面抗日战争时期，国民政府曾设想开辟瑞丽江－伊洛瓦底江航线，实现中缅直航。1938年底，林崇墉奉中央赈济委员会之命调查云南边地情况，在军事委员会西南运输处的协助下，邀请吴尊爵、吴学云等学者组成滇西边地考察团。同年12月实地考察后，吴尊爵、吴学云分别提出了瑞丽江－伊洛瓦底江航线方案，吴尊爵认为应当整理芒市河、疏通瑞丽江，使船可以从仰光直驶芒市或腾冲；吴学云则认为芒市河浅滩太多、疏浚困难，改为整理龙川江河段将会更适合通航。西南运输处副主任龚学遂收到吴学云意见书后，批示交联运科核办查详。但瑞丽江－伊洛瓦底江航线工程难度高、所需款项数额巨大，导致难以实施，1942年日军占领缅甸，中缅直航水道计划随之破产。

## 旅游

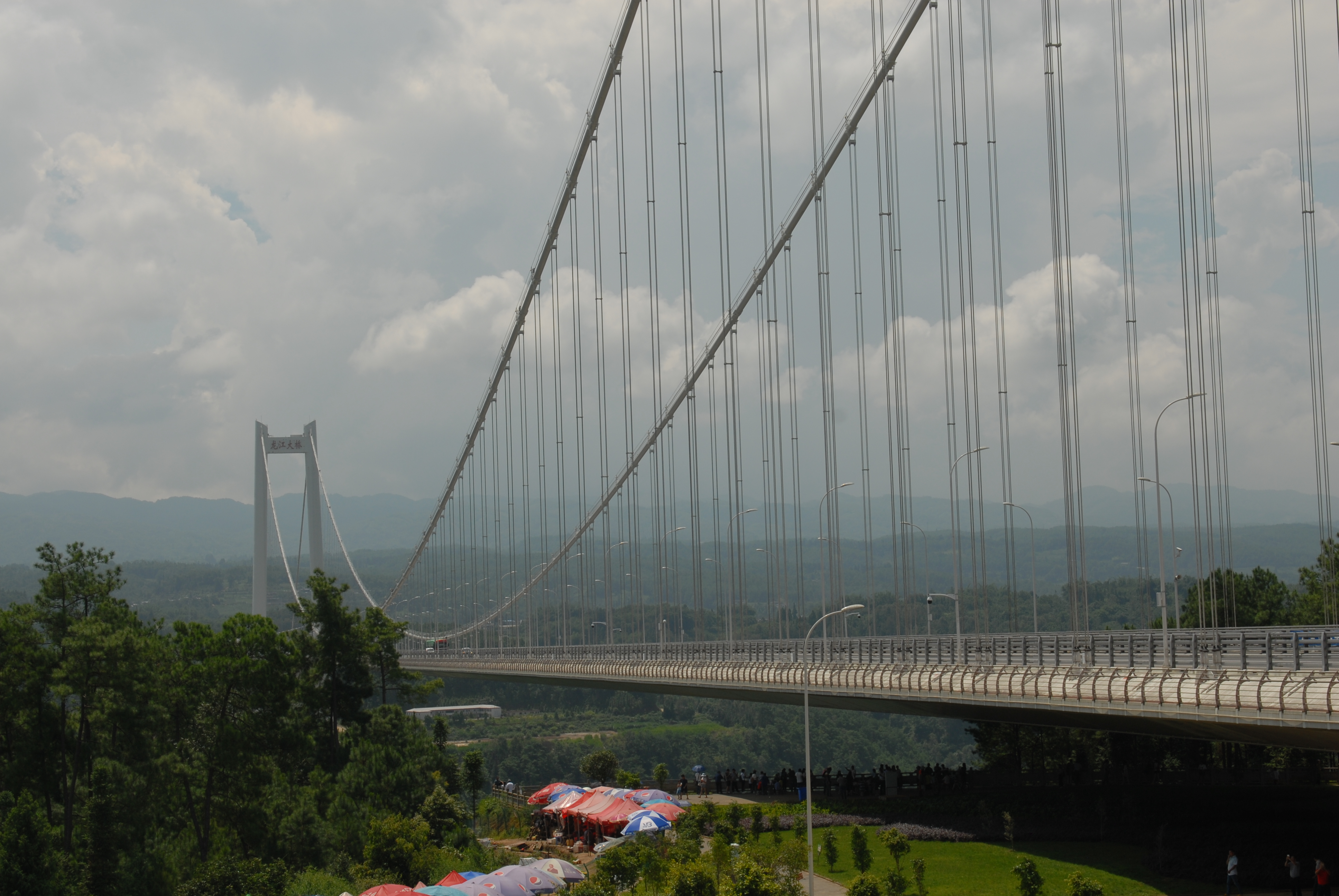
保腾高速公路龙江大桥

1994年，瑞丽江与大盈江被中华人民共和国国务院列入第三批国家级风景名胜区名录，称“瑞丽江－大盈江国家级风景名胜区”，主要景点包括瑞丽江干流上的龙江水库、弄另水库、支流扎朵河上的扎朵瀑布等。中上游龙川江的主要景点有曲石镇龙川江畔腾冲火山地热国家地质公园柱状节理、五合乡龙川江梯田景观、保腾高速公路龙江大桥等。

## 中缅边界
瑞丽江在瑞丽市境内有20.23千米河段是中缅界河，主要位于姐告以东，而姐告以西的中缅边界大部分位于瑞丽江以北，在村落间犬牙交错:414。明朝时期，陇川宣抚司与木邦宣慰司的边界在瑞丽江以南汉龙关一带，清朝初年，汉龙关以北南坎、姐南等地被木邦吞并，边界收缩到勐卯以南十里江边。缅甸吞并木邦后，继承了与中国的边界，到清朝末年，由于瑞丽江改道，江北已有二十余个缅甸村寨。1899年中英第一次勘界，鉴于天然界线瑞丽江经常改道，中英同意以双方实际控制村寨为界画线，形成如今瑞丽西南段的中缅边界。
瑞丽江与南宛河交界以西250平方千米的土地曾是中英“永租地”，称为“猛卯三角地”。1960年《中华人民共和国和缅甸联邦边界条约》签订，废除勐卯三角地的永租关系，正式将三角地移交缅甸，作为交换中国获得了“1941年线”以西的班洪、班老两个部落。78至79号界桩之间的一段边界规定以瑞丽江为界，江右岸原属缅方管辖的巷腮寨划归中方，1965年7月19日正式移交主权:220。